# João Pedro (football, 1993)
Pour les articles homonymes, voir João Pedro.
João Pedro  est un footballeur portugais né le 3 avril 1993 à Guimarães. Il joue au poste de milieu offensif au CD Tondela.

## Biographie
Avec l'équipe du Vitória Guimarães, il joue 21 matchs en première division portugaise, inscrivant un but.